# 전주군
전주군(全州郡)은 전북특별자치도의 옛 행정 구역이다. 1914년 고산군을 병합하였다. 1935년 전주군 전주읍이 전주부로 승격되어 분리되고, 전주군을 완주군으로 개칭하였다.

## 행정 구역
1914년의 행정구역과 현재의 행정구역 비교
| 1914년              | 1914년 | 현재          | 현재 |
| 면                  | 정·리 | 구·읍·면      | 동·리 |
| ------------------- | --- | ------------- | --- |
| 전주면 (全州面)     | 대정정1~3정목, 대정정4·5정목, 대정정6·7정목, 화원정, 풍남정, 팔달정, 다가정, 청수정, 대화정, 서정, 완산정, 고사정, 본정1정목, 본정2~4정목 | 전주시 완산구 | 중앙동1~3가, 경원동1·2가, 풍남동1·2가, 경원동3가, 풍남동3가, 중앙동4가, 다가동2가, 교동 일부, 전동, 동서학동·서서학동, 동완산동·서완산동1가, 고사동, 전동3가, 다가동1·3·4가 |
| 난전면 (薍田面)     | 석불리, 장천리, 문정리, 석구리, 원당리, 중인리                                                                                            | 전주시 완산구 | 서서학동 일부·평화동1가, 평화동2가, 평화동3가, 석구동, 원당동, 중인동 |
| 우림면 (雨林面)     | 송정리, 효자리, 태평리, 계용리, 안산리, 용복리                                                                                            | 전주시 완산구 | 효자동1가, 효자동2가, 삼천동1가, 삼천동2가, 삼천동3가, 용복동 |
| 우림면 (雨林面)     | 청도리 | 김제시 금산면 | 청도리 |
| 이동면 (伊東面)     | 노송리, 상생리, 중산리, 화산리, 서신리, 홍산리                                                                                            | 전주시 완산구 | 남노송동·서노송동·중노송동, 태평동, 중화산동1가·서완산동2가, 중화산동2가, 서신동, 효자동3가                                                                                 |
| 이동면 (伊東面)     | 검암리, 인후리 | 전주시 덕진구 | 금암동·진북동, 인후동 |
| 조촌면 (助村面)     | 화전리, 성덕리, 용정리, 여의리, 장동리, 만성리, 반월리, 고랑리, 동산리, 동곡리, 시천리, 오송리, 상가리                                    | 전주시 덕진구 | 화전동, 성덕동, 용정동, 여의동, 장동, 만성동, 반월동, 고랑동, 여의동2가, 팔복동, 송천동2가, 송천동1가, 덕진동                                                               |
| 초포면 (草浦面)     | 미산리, 전당리, 송전리, 봉암리, 신성리, 우방리                                                                                            | 전주시 덕진구 | 전미동2가, 전미동1가, 호성동3가, 호성동2가, 호성동1가, 우아동3가 |
| 초포면 (草浦面)     | 하리 | 완주군 삼례읍 | 하리 |
| 초포면 (草浦面)     | 상운리 | 완주군 용진읍 | 상운리 |
| 용진면 (龍進面)     | 신지리, 운곡리, 용흥리, 간중리, 상삼리, 구억리                                                                                            | 완주군 용진읍 | 신지리, 운곡리, 용흥리, 간중리, 상삼리, 구억리 |
| 용진면 (龍進面)     | 금상리, 산정리, 아중리 | 전주시 덕진구 | 금상동, 산정동·우아동2가, 우아동1가 |
| 이서면 (伊西面)     | 원동리, 중리 | 전주시 덕진구 | 원동, 중동 |
| 이서면 (伊西面)     | 남계리, 반교리, 용루리, 이문리, 은교리, 상개리, 갈산리, 금평리, 이성리                                                                    | 완주군 이서면 | 남계리, 반교리, 용루리, 이문리, 은교리, 상개리, 갈산리, 금평리, 이성리 |
| 이서면 (伊西面)     | 상림리 | 전주시 완산구 | 상림동 |
| 상관면 (上關面)     | 대성리, 색장리 | 전주시 완산구 | 교동 일부·동서학동 일부·대성동, 색장동 |
| 상관면 (上關面)     | 신리, 마치리, 의암리, 죽림리, 용암리 | 완주군 상관면 | 신리, 마치리, 의암리, 죽림리, 용암리 |
| 삼례면 (參禮面)     | 수계리, 신탁리, 석전리, 신금리, 구와리, 삼례리, 후정리, 해전리, 어전리                                                                    | 완주군 삼례읍 | 수계리, 신탁리, 석전리, 신금리, 구와리, 삼례리, 후정리, 해전리, 어전리 |
| 봉동면 (鳳東面)     | 제내리, 장구리, 구암리, 둔산리, 용암리, 은하리, 율소리, 장기리, 낙평리, 구미리, 고천리, 성덕리, 신성리, 구만리                            | 완주군 봉동읍 | 제내리, 장구리, 구암리, 둔산리, 용암리, 은하리, 율소리, 장기리, 낙평리, 구미리, 고천리, 성덕리, 신성리, 구만리                                                              |
| 소양면 (所陽面)     | 명덕리, 죽절리, 대흥리, 해월리, 황운리, 신교리, 화심리, 신원리, 신촌리                                                                    | 완주군 소양면 | 명덕리, 죽절리, 대흥리, 해월리, 황운리, 신교리, 화심리, 신원리, 신촌리 |
| 구이면 (九耳面)     | 평촌리, 광곡리, 덕천리, 두현리, 원기리, 항가리, 가곡리, 안덕리, 백여리                                                                    | 완주군 구이면 | 평촌리, 광곡리, 덕천리, 두현리, 원기리, 항가리, 가곡리, 안덕리, 백여리 |
| 고산면 (高山面)     | 서봉리, 읍내리, 율곡리, 어우리, 남봉리, 음야리, 화정리                                                                                    | 완주군 고산면 | 서봉리, 읍내리, 율곡리, 어우리, 남봉리, 양야리, 화정리 |
| 삼기면 (三奇面)     | 소향리, 오산리, 성재리, 삼기리 | 완주군 고산면 | 소향리, 오산리, 성재리, 삼기리 |
| 삼기면 (三奇面)     | 종리, 와룡리 | 완주군 화산면 | 종리, 와룡리 |
| 화산면 (華山面)     | 운산리, 우월리, 화월리, 운곡리, 춘산리, 화평리, 운제리                                                                                    | 완주군 화산면 | 운산리, 우월리, 화월리, 운곡리, 춘산리, 화평리, 운제리 |
| 운선면 (雲仙面)     | 승치리, 성북리 | 완주군 화산면 | 승치리, 성북리 |
| 운선면 (雲仙面)     | 구제리, 완창리, 장선리, 산북리 | 완주군 운주면 | 구제리, 완창리, 장선리, 산북리 |
| 운동하면 (雲東下面) | 고당리, 금당리 | 완주군 운주면 | 고당리, 금당리 |
| 운동하면 (雲東下面) | 경천리, 가천리, 용복리 | 완주군 경천면 | 경천리, 가천리, 용복리 |
| 비봉면 (飛鳳面)     | 대치리, 수선리, 이전리, 백도리, 내월리, 소농리, 봉산리                                                                                    | 완주군 비봉면 | 대치리, 수선리, 이전리, 백도리, 내월리, 소농리, 봉산리 |
| 동상면 (東上面)     | 대아리, 신월리, 사봉리, 수만리 | 완주군 동상면 | 대아리, 신월리, 사봉리, 수만리 |

## 역사
- 1895년 5월 26일 고종이 전국을 23부로 나누면서 전주부 산하에 전주군, 고산군을 관할하게 하였다.
- 1914년 3월 1일 고산군을 전주군에 병합하였다.[16]
- 1914년 4월 1일: 통합된 전주군의 면을 20개로 정리하였다.[17]

| 구 행정구역 | 신 행정구역 | 신 행정구역                                                                                         |
| --- | ----------- | --------------------------------------------------------------------------------------------------- |
| 전주군 우림면(雨林面) 가용리/만세리/반목리/쌍자리/용산리 일부/함대리 일부/정동리 일부/(난전면)중인리 일부, 신리/신봉리/송정리/신룡리/안행리 일부/쌍룡리 일부/오두리 일부/신주리 일부/태평리 일부, 능내리/도리리/신성리/복흥리/한산리/장동리/호동리/석산리/조과리/삼산리 일부, 용복리/하신덕리/신덕리/석장리/구덕리/구복리/장수리 일부/(난전면)독배리/화정리 일부/(금구군 동면)목연리 일부, 청도리/두정리/동곡리/(금구군 수류면)용정리 일부, 농포리/용덕리/삼천리/상차리/하차리/성자리 일부/태평리 일부/함대리 일부/(난전면)산정리 일부, 호암리/후곡리/구룡리/초전리/한절리/효자리/신평리 일부/봉강리 일부/신주리 일부/용산리 일부/함대리 일부/(이동면)호산리 일부                                                                           | 우림면      | 계용리, 송정리, 안산리, 용복리, 청도리, 태평리, 효자리                                              |
| 전주군 난전면(亂田面) 금성리/신평리/신봉리/가동리/독정리/석구리 일부/상평리 일부/신기리 일부/원당리 일부, 구화리/홍수리/석불리/수창리 일부/(부남면)은송리 일부/묘동 일부, 중평리/부평리/문정리/작지리/용와리 일부/장교리 일부/대정리 일부/상평리 일부/신기리 일부, 학야리/추동리/학전리 일부/원당리 일부/용와리 일부/(구이면)두방리 일부, 장천리/지시리/구석리/상구리/하구리/대정리 일부/산정리 일부/수창리 일부/장교리 일부/(부남면)묘동 일부, 봉소리/상승리/신안리/도계리/신금리/하봉리/어두리/화정리 일부/중인리 일부/학전리 일부/(우림면)장수리 일부/정동리 일부 | 난전면      | 석구리, 석불리, 문정리, 원당리, 장천리, 중인리                                                      |
| 전주군 상관면(上關面) 내애리/외애리/마자리/용암리/산정리/소치리/학동리 일부, 신덕리/마치리/정수리/대흥리/내신리 일부/신리 일부, 월암리/신흥리/쌍정리/은사리/봉암리/어두리/신리 일부/(부남면)죽실리 일부, 내정리/외정리/반월리/공덕리/공기리/내사리/외사리/죽림리/금계리/종현리/학동리 일부, 민목리/상성리/기월리/부흥리/의암리/묘동리/내신리 일부 | 상관면      | 용암리, 마치리, 신리, 죽림리, 의암리                                                                |
| 전주군 부남면(府南面) 사계리 일부/교동리 일부/한계리 일부/병풍리/대성리/사대리/원당리/(상관면)객사동 일부/(부동면)오계리 일부, 색장리/안진리/장전리/은석리/죽음리/죽실리/(상관면)객사동 일부, 반월리 일부/사정리 일부, 곤지리/은송리 일부/(부서면)오계리 일부, 구석리 일부/방산리 일부/일계리 일부/(부동면)일계리 일부/이계리 일부, 한계리 일부/교동리 일부/구석리 일부/삼계리 일부/사계리 일부 | 상관면      | 대성리, 색장리                                                                                      |
| 전주군 부남면(府南面) 사계리 일부/교동리 일부/한계리 일부/병풍리/대성리/사대리/원당리/(상관면)객사동 일부/(부동면)오계리 일부, 색장리/안진리/장전리/은석리/죽음리/죽실리/(상관면)객사동 일부, 반월리 일부/사정리 일부, 곤지리/은송리 일부/(부서면)오계리 일부, 구석리 일부/방산리 일부/일계리 일부/(부동면)일계리 일부/이계리 일부, 한계리 일부/교동리 일부/구석리 일부/삼계리 일부/사계리 일부 | 전주면      | 서정, 완산정, 대화정, 청수정                                                                        |
| 전주군 부동면(府東面) 삼계리 일부/사계리 일부, 육계리 일부, 육계리 일부, 일계리 일부/이계리 일부/오계리 일부, 사계리 일부/육계리 일부 | 전주면      | 대정정5정목, 대정정6정목, 대정정7정목, 풍남정, 화원정                                               |
| 전주군 부서면(府西面) 삼계리 일부/사계리 일부, 일계리 일부/이계리 일부, 일계리 일부/이계리 일부, 일계리 일부/이계리 일부, 일계리 일부/이계리 일부/(부동면)삼계리 일부/사계리 일부, 이계리 일부/(부남면)일계리 일부, 사계리 일부/(부남면)이계리 일부/방산리 일부, 사계리 일부, 삼계리 일부 | 전주면      | 다가정, 대정정1정목, 대정정2정목, 대정정3정목, 대정정4정목, 팔달정, 본정1정목, 본정2정목, 본정3정목 |
| 전주군 부북면(府北面) 일리/삼리 일부/(부서면)일계리 일부, 사리 일부, 학암리/검암리/용산리/사평리/두진리/수리/내명지리/구암리/송정리/외명지리 일부/사천리 일부/사리 일부/(이동면)주동리 일부/어은리 일부/(조촌면)상가리 일부, 동정리/신동리/삼리 일부/(용진면)인봉리/(부동면)오계리 일부/육계리 일부, 삼리 일부/사리 일부, 비하리/사천리 일부/외명지리 일부/(용진면)표석리/인후리 | 전주면      | 고사정, 본정4정목                                                                                   |
| 전주군 부북면(府北面) 일리/삼리 일부/(부서면)일계리 일부, 사리 일부, 학암리/검암리/용산리/사평리/두진리/수리/내명지리/구암리/송정리/외명지리 일부/사천리 일부/사리 일부/(이동면)주동리 일부/어은리 일부/(조촌면)상가리 일부, 동정리/신동리/삼리 일부/(용진면)인봉리/(부동면)오계리 일부/육계리 일부, 삼리 일부/사리 일부, 비하리/사천리 일부/외명지리 일부/(용진면)표석리/인후리 | 이동면      | 검암리, 노송리, 상생리, 인후리                                                                      |
| 전주군 이동면(伊東面) 신포리/신정리/쌍룡리/서신리/상산리/전룡리/파구리/덕용리 일부/중산리 일부, 산동리/신산리/중산리 일부/(부서면)신화산리 일부/(우림면)오두리 일부, 주동리 일부/(부남면)은송리 일부/(우림면)안행리 일부/쌍룡리 일부/(부서면)신화산리 일부/오계리 일부/구화산리, 서우리/서중리/용암리/완풍리/성덕리/신덕리/마전리/척동리/홍산리/농소리/호산리 일부/(우림면)봉강리 일부/신중리 일부/동거리/만산리, 만성리/영흥리/월평리/신성리/신리/두현리/용흥리/냉정리/신동리 일부/(이남면)신곡리 일부/안심리 일부, 여의리/영암리/방초리/화개리/용정리/유제리/신행리/용동리/감천리/덕촌리/양마리/구주리 일부/(조촌면)덕용리 일부/족항리 일부/유상리 일부, 부동리/정암리/재방리/영동리/화암리/내동리/용산리/장동리/(이남면)노강리/중리 일부 | 이동면      | 서신리, 중산리, 화산리, 홍산리                                                                      |
| 전주군 이동면(伊東面) 신포리/신정리/쌍룡리/서신리/상산리/전룡리/파구리/덕용리 일부/중산리 일부, 산동리/신산리/중산리 일부/(부서면)신화산리 일부/(우림면)오두리 일부, 주동리 일부/(부남면)은송리 일부/(우림면)안행리 일부/쌍룡리 일부/(부서면)신화산리 일부/오계리 일부/구화산리, 서우리/서중리/용암리/완풍리/성덕리/신덕리/마전리/척동리/홍산리/농소리/호산리 일부/(우림면)봉강리 일부/신중리 일부/동거리/만산리, 만성리/영흥리/월평리/신성리/신리/두현리/용흥리/냉정리/신동리 일부/(이남면)신곡리 일부/안심리 일부, 여의리/영암리/방초리/화개리/용정리/유제리/신행리/용동리/감천리/덕촌리/양마리/구주리 일부/(조촌면)덕용리 일부/족항리 일부/유상리 일부, 부동리/정암리/재방리/영동리/화암리/내동리/용산리/장동리/(이남면)노강리/중리 일부 | 조촌면      | 만성리, 여의리, 장동리                                                                              |
| 전주군 조촌면(助付面) 춘평리/월곡리/수곡리/평리/고랑리/신감리/상평리/청계리/상신리/감정리 일부/(회포면)진기리 일부/(창덕면)대천리 일부, 예암리/학상리/상리/신교리/매화리/구주리/반룡리 일부/유상리 일부/동곡리 일부/(이동면)구주리 일부, 구상리/신복리/동산리 일부/족항리 일부/덕용리 일부/유상리 일부/반룡리 일부/동곡리 일부, 하증리/신증리/신룡리/반월리/실리/구증리 일부/동산리 일부/(이북면)서당리 일부, 하가리/학동리/상가리 일부/덕중리 일부/덕용리 일부, 사금리/오송리/신기리/신풍리/용소리 일부/덕중리 일부, 시천리/신동리/유교리/와룡리/용흥리/용소리 일부/(회포면)월평리 일부 | 조촌면      | 고랑리, 동곡리, 동산리, 반월리, 상가리, 오송리, 시천리                                              |
| 전주군 이북면(伊北面) 용정리/구정리/용암리/성곡리/대초리/신기리/월곡리/서당리 일부, 성덕리/삼덕리/대흥리/칠정리/신오리 일부/(이서면)청복리 일부, 운등리/신탄리/굴신리/화전리/신평리/남상리/신정리 | 조촌면      | 용정리, 성덕리, 화전리                                                                              |
| 전주군 이서면(伊西面) 남계리/신기리 일부/대농리 일부/반교리 일부/탑동리 일부/(김제군 금굴면)재남리 일부/상금리 일부/하금리 일부, 지사리/용서리 일부/해교리 일부/(이남면)하개리 일부, 갈동리/수청리/반교리 일부/갈산리 일부/(이남면)옥정리 일부, 원앙리/신지산리/신월리/두죽리/지산리/은교리 일부/장동리 일부/앵곡리 일부, 영주리/산정리/이문리/모고지/운수리/명당리/해교리 일부/(김제군 금굴면)상금리 일부, 상회리/하회리/원동리/구사리/독정리/매암리 일부/청복리 일부/탑동리 일부/(이남면)제내리/(김제군 모촌면)신성리 일부 | 이서면      | 남계리, 용서리, 반교리, 은교리, 이문리, 원동리                                                      |
| 전주군 이남면(伊南面) 신흥리/양동리/덕동리/옥정리 일부/갈산리 일부/신송리 일부/신풍리 일부/(이서면)신제리, 금평리/신정리/어전리/신풍리 일부/대흥리 일부, 상개리/지암리/화정리/하개리 일부/(이서면)용서리 일부/장동리 일부, 상림리/신삼산리/대흥리 일부/안심리 일부/면학리 일부/흑암리 일부/(우림면)삼산리 일부, 이성리/분토리/내정리/상금리/마산리/(금구군 동면)대장리 일부/동화리 일부, 상리/상정리/반곡리/중리 일부/신곡리 일부/면학리 일부/오송리 일부/안심리 일부/흑암리 일부/(이동면)신동리 일부 | 이서면      | 갈산리, 금평리, 상개리, 상림리, 이성리, 중리                                                        |
| 전주군 초곡면(草谷面) 장재리/반암리/안덕리/신덕리/(부북면)신기리/성지리/백동/(회포면)신성리 일부, 사리/봉암리/화암리/화정리/농은리 일부/고당리 일부, 정주리/행주리/사거리/신주리/동산리/이리/신정리/만수리/다경리/(회포면)신성리 일부, 우와리/용흥리/신흥리/서주리/중오리/용주리/신동리/오산리/상중리/송전리 일부/(회포면)신중리, 서담리/신기리/용택리/송전리 일부/농은리 일부/고당리 일부/(봉상면)건전리 일부/(용진면)상운리/운교리/계상리 | 초포면      | 우방리, 봉암리, 신성리, 송전리, 상운리                                                              |
| 전주군 회포면(回浦面) 미산리/회용리/주정리/화리/진기리 일부/월평리 일부/연봉리 일부, 진조리/백석리/전당리/신봉리/은평리/연봉리 일부, 신복리/하리/신원리/신창리/신평리/송정리/용전리/(창덕면)구와리 일부/상백리 일부 | 초포면      | 미산리, 전당리, 하리                                                                                |
| 전주군 창덕면(昌德面) 전와리/후와리/상와리/중와리/구금리 일부/유리 일부/상백리 일부/송정리 일부, 상신정리/삼계리/정산리/학동리/청등리 일부/신정리 일부/석전리 일부, 수계리/청계리/신포리/덕천리/신덕리/사상리 일부/장포리 일부/송정리 일부/신탁리 일부/청등리 일부/(우동면)서당리 일부/(봉상면)명덕리 일부, 별산리/시목리/신금리/월산리 일부/구금리 일부/상백리 일부/신정리 일부/석전리 일부, 상탁리/중탁리/봉황리/상신리/만석리/신탁리 일부/송정리 일부/유리 일부/사상리 일부/장포리 일부, 신후리/상후리/서여리/구주리/상주리/중주리/만경리/마천리/안좌리/신안리/하백리/가인리/동여리 일부/서신리 일부/대천리 일부/구금리 일부/(익산군 두촌면)학연리 일부                                                                                  | 삼례면      | 구와리, 석전리, 수계리, 신금리, 신탁리, 삼례리                                                      |
| 전주군 우서면(紆西面) 어전리 일부/신왕리 일부/쌍남리 일부/중신리 일부/쌍북리 일부/신평리 일부/(익산군 춘포면)문종리 일부, 해전리 일부/신사리 일부/신평리 일부/(익산군 춘포면)장연리 일부, 후상리/해전리 일부/(창덕면)후정리 일부/서신리 일부/(익산군 우북면)화산리 일부 | 삼례면      | 어전리, 해전리, 후정리                                                                              |
| 전주군 우동면(紆東面) 통정리/신성리/창리/구암리/야산리/구복리 일부/서당리 일부/(봉상면)구정리 일부/(창덕면)월산리 일부/(익산군 우북면)덕동 일부/관덕리 일부, 봉암리/신하리/산정리/산주리/명동리/신둔리/용암리 일부/둔산리 일부/죽동리 일부/구복리 일부/(봉상면)구정리 일부, 금반리/용암리 일부/주동리 일부/(봉상면)서두리 일부/구미리 일부/용화리, 장구리/신정리/전강리 일부/죽동리 일부/둔산리 일부, 서초리/제내리/제상리/만석리/옥동리/신포리/전강리 일부/(봉상면)탑리/관음리/무등리/신흥리/만동리 | 봉동면      | 구암리, 둔산리, 용암리, 장구리, 제내리                                                              |
| 전주군 봉상면(鳳翔面) 신봉리/명탄리/고천리/명덕리 일부/동동리 일부/구미리 일부, 봉강리/구만리/서당리/건전리 일부/동촌리 일부, 정동리/봉계리/중리/점리 일부/서두리 일브/구미리 일부/신화리 일부/(우동면)주동리 일부, 보상리/낙상리/낙정리/쌍정리/낙평리/신기리/신풍리 일부/한계리 일부/중평리 일부/성덕리 일부, 봉림리/율소리, 신후리/부봉리/대성리/동리/신화리 일부/신풍리 일부/중평리 일부/성덕리 일부/동간리 일부, 신성리/신하리/신덕리/천내리/동촌리 일부, 봉실리/추동/봉덕리/은상리/은하리/우산리/점리 일부, 구교리/장기리/오동리/상월리/신교리/상지리/하월리/임내리/오황리/양정리/사거리/쌍계리/한계리 일부 | 봉동면      | 고천리, 구만리, 구미리, 낙평리, 율소리, 성덕리, 신성리, 은하리, 장기리                              |
| 전주군 구이면(九耳面) 상보리/하보리/평촌리/소용리/상척리/하척리/조이리/태실리/박성동 일부, 화원리/난산리/봉성리/신원리/신흥리/효간리/광곡리/박성동 일부/광곡리 일부, 총명리/칠암리/와동리/덕천리/지등리/구암리 일부/(난전면)총명리 일부/석구리 일부, 두방리 일부/두현리 일부/하학리 일부, 유광리/원기리/상학리 일부/하학리 일부/두현리 일부/신전리 일부/항가리 일부, 구복리/무지리/망월리/반월리/마음리/신전리 일부/항가리 일부/두암리 일부/상학리 일부/하학리 일부, 성덕리/교동리/가곡리/고암리/대덕리/두암리 일부, 장파리/안덕리, 백여리/호동리/용동리/신정리/상용리/하용리 | 구이면      | 평촌리, 광곡리, 덕천리, 두현리, 원기리, 항가리, 가곡리, 안덕리, 백여리                              |
| 전주군 소양면(所陽面) 신기리/평리/명덕리/지리/토정리/삼태리/오상리/일임리/호동, 죽절리/외조리/오암리/분토리/신성리/내조리/신평리/황운리 일부, 대흥리/송광리/백운리/외성리/오도리/위봉리/신풍리 일부, 다이리/상원리/하원리/석성리/왕정리/신왕리/해월리/국촌리/행정리/신풍리 일부, 마수리/용연리/봉암리/회룡리/망표리/황운리 일부, 신단리/잠평리/신교리/원당리/부흥리/율곡리/행주리/갈전리/신봉리/은선리/응암리, 구진리/화심리/묵방리/유상리/약암리, 대상리/대중리/대하리/복은리/용문리/반곡리/신안리/신원리, 삼중리/웅하리/신촌리/월평리/웅상리/송정리/우정리 일부 | 소양면      | 명덕리, 죽절리, 대흥리, 해월리, 황운리, 신교리, 화심리, 신원리, 신촌리                              |
| 전주군 용진면(龍進面) 순지리/덕산리/용복리/신지리/양전리/만가리/구복리/지동리/신월리 일부, 봉계리/신봉리/덕암리/운곡리/신강리/신월리/용흥리 일부, 녹동리/봉암리/시계리/시중리/반룡리/시천리/용흥리 일부/도계리 일부, 간중리/암정리/두억리/운잠리/부곡리/도계리 일부, 학선리/설경리/운수리/관전리/관하리/명당리/용교리/척동리/용암리/상삼리 일부/용주리 일부, 효천리/일리/화개리/구억리/용정리/하리/상삼리 일부/용주리 일부/(초곡면)고당리 일부/송암리, 무평리/가소리/삼천리/공덕리/사동/수곡리/산제리/금상리/금하리/설호리/죽전리 일부/산정리 일부, 행치리/석소리/산정리 일부, 한범리/인교리/무능리/관암리/신동리/아중리/아하리/용계리/좌전리                                                                                               | 용진면      | 신지리, 운곡리, 용흥리, 간중리, 상삼리, 구억리, 금상리, 산정리, 아중리                              |
20면 - 전주면, 이동면, 이서면, 우림면, 난전면, 구이면, 상관면, 소양면, 용진면, 초포면, 조촌면, 삼례면, 봉동면, 고산면, 삼기면, 비봉면, 운선면, 화산면, 동상면, 운동하면
- 1915년 7월 1일: 운선면 상도리, 하도리, 상리, 중리, 신교리, 구만리, 계동, 백촌리, 무수동, 상고리, 하고리(구 고산군 운북면; 현 도평리, 임화리)를 논산군 양촌면에 편입하고, 논산군 양촌면 산북리, 기동(현 산북리 일부)을 전주군에 편입하였다.[18]
- 1930년 6월 26일: 상관면 대성리 일부, 난전면 석불리 일부, 이동면 노송리·화산리·상생리와 검암리의 일부를 전주면에 편입해 노송정(남·중·서노송동)·소화정(진북동)·화산정(중화산동1가)·상생정(태평동)을 설치하였다.[19][20]
- 1931년 4월 1일 전주면을 전주읍으로 승격하였다.[21] (1읍 19면)
- 1935년 10월 1일 전주읍을 전주부로 승격하고, 전주군을 완주군으로 개칭하였다. 우림면·난전면을 우전면으로, 삼기면을 고산면·화산면에, 운선면·운동하면을 운주면·화산면으로 합면하였다. (16면)

## 같이 보기
- 전주시의 행정 구역
- 완주군